# Patricia Julia Campos Olazábal
Patricia Julia Campos Olazábal (Perú) es una médica doctora en medicina y especialista en Neurología Pediátrica. Es rectora de la Universidad Católica de Santo Toribio de Mogrovejo (USAT).

## Trayectoria profesional
Es doctora en medicina por la Universidad Nacional Mayor de San Marcos, especialista en neurología pediátrica por la Universidad Peruana Cayetano Heredia y especialista en neurología como segunda especialidad. Además, es maestra en Bioética y Biojurídica por la USAT.
Es la primera rectora peruana que participa en el Grupo de Mujeres Innovactoras de la Red Iberoamericana de Innovación y Formación para Fortalecer el Impacto Femenino (REDWINN).
En su campo profesional promueve diversas actividades de innovación sobre el desarrollo neurológico y los trastornos neurológicos del recién nacido. Además, ha impulsado numerosas actividades de innovación, como crear videos como metodología virtual interactiva con el fin de enseñar a médicos residentes sobre temas como el desarrollo neurológico y los trastornos neurológicos del recién nacido.
Ha logrado la sistematización de muchos procesos para mejorar la enseñanza en la USAT y ha brindado la oportunidad a muchas mujeres de ocupar puestos directivos. Esto y sus aportaciones a los objetivos de desarrollo sostenible, concretamente al ODS 3 (Salud y Bienestar) y al ODS 4 (Educación de calidad) forma parte como referente femenina actual en el área de Ciencia y Educación de la asociación Innovactoras.